# 阿辛頓
阿辛頓（英語：Arthington）是利比里亞的城鎮，位於該國西北部，由蒙特塞拉多縣負責管轄，距離首都蒙羅維亞25公里，始建於1869年，海拔高度40米，是該國前第22任總統查爾斯·泰勒的出生地，2000年人口650。